# Gunzelin VI. (Schwerin)
Gunzelin VI. von Schwerin († 1327) war ein Graf von Schwerin.

## Leben

### Herkunft
Gunzelin VI. war der älteste Sohn des Grafen Nikolaus I. von Schwerin († 1323), Graf zu Wittenburg, Boizenburg und Crivitz mit Silesen und dessen erster Ehefrau Elisabeth von Holstein († 1327).

### Werdegang
Gunzelin VI. bekleidete am 31. Oktober 1305 die Stellung eines Kantors am Schweriner Domkapitel, war aber spätestens am 1. Mai 1312 wieder zum weltlichen Stand zurückgekehrt, Wahrscheinlich bereits vor dem 17. Februar 1307, als er mit seinem Vater einen Vertrag mit seinen Verwandten Heinrich III. († 1344) und Gunzelin V. († nach 1307) mitträgt.
Sein Siegelabdruck ist unter Urkunden aus den Jahren 1312, 1316 sowie mehrfach zwischen dem 11. November 1322 und dem 23. November 1326 erhalten.
Nach dem Tod seines Vaters wurde er am 30. März 1323 als Regierender Graf zu Wittenburg genannt.
Gunzelin ist vermutlich zwischen dem 3. Mai und 7. August 1327 verstorben, da hiernach nur noch seine Brüder ohne ihn, und an seiner statt sein ältester Sohn Otto I. urkundlich auftraten.
Letztgenannter beerbte den Vater als Graf zu Wittenburg und zu Schwerin, während Nikolaus (III.), der danach nächstgeborene, Graf zu Tecklenburg wurde und den Mannesstamm fortsetzte. Jedoch verkaufte er mit seinem Sohn am 7. Dezember 1358 die Schweriner Grafschaften an die Herzöge von Mecklenburg, die nunmehr auch als Grafen zu Schwerin titelten.

### Familie
Gunzelin VI. vermählte sich mit Richardis von Tecklenburg († um 1327), Tochter Otto IV. von Tecklenburg-Ibbenbüren († 1307) und der Beatrix von Rietberg. Sie war Erbin der Grafschaft Tecklenburg. Aus der Ehe gingen mehrere Kinder hervor.
1. Otto I. († 1357), Graf zu Wittenburg 1328, Graf zu Schwerin 1344–1356 ⚭ Prinzessin Mechthild von Werle
2. Nikolaus I. (III.) († nach 1367), 1356–1358 Graf von Tecklenburg ⚭ I Gräfin Helene von Oldenburg, ⚭ II Gräfin NN von Diepholz
3. Mechthild († nach 1378) ⚭ Graf Henning von Gützkow
4. Beate († vor 1340) ⚭ Herzog Albrecht IV. von Sachsen-Lauenburg
5. Rixe († vor 1386) ⚭ Herzog Waldemar V. von Schleswig

Nach Hoffmann spricht mehr dafür als dagegen, dass auch Elisabeth, urkundlich genannt 1378 als verwitwete Gräfin von Gützkow den Kindern Gunzelin VI. zuzurechnen ist. Schmidt macht in der Nachbetrachtung zu seinem Beitrag deutlich, dass er dieser Auffassung ebenfalls zugeneigt ist.